# Magat Salamat
Magat Salamat (Tondo, ca. 1550 - ca 1589) was een Filipijns onafhankelijkheidsstrijder. 

## Biografie
Magat Salamat werd geboren rond 1550 in  in de Filipijnse provincie Samar. Hij was een zoon van Lakandula, een leider van Tondo in de 16e eeuw, tot de Spanjaarden in 1571 een einde aan het bewind van zijn vader maakten. 
De haat die Salamat voelde tegen de Spaanse koloniale overheersers zorgde ervoor dat hij jaren later, samen met diverse andere lokale leiders, een opstand tegen hen plande. In november 1588 reisde Salamat naar de Calamianeilanden om daar op het eiland Cuyo de hulp van enkele lokale leiders in te roepen bij de ondersteuning van het plan. Met name ene Sumaclob zegde hem 2000 man toe om de Spanjaarden aan te vallen en verdrijven.
De opstand, die later bekend werd als de Samenzwering van Tondo kwam aan het licht toen een van de samenzweerders, Antonio Surabao, het plan onthulde aan kapitein-generaal Pedro Sarmiento. De 32 samenzweerders werden opgepakt. Salamat en enkele van zijn handlangers werden opgehangen en onthoofd. Diverse anderen werden verbannen.